# Chutes du Voile de la Mariée (forêt d'État DuPont)
Pour les articles homonymes, voir Bridal Veil et Voile de la Mariée.
Les chutes du Voile de la Mariée, en anglais Bridal Veil Falls, sont des chutes d'eau d'une hauteur de 37 mètres située sur la Little River, dans la forêt d'État DuPont, en Caroline du Nord aux États-Unis.

## Référence
- (en) Cet article est partiellement ou en totalité issu de l’article de Wikipédia en anglais intitulé « Bridal Veil Falls (DuPont State Forest) » (voir la liste des auteurs).